# Kubieke decimeter

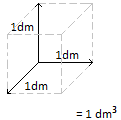
Visuele dm³

Een kubieke decimeter (dm³) is een inhoudsmaat (inhoud = lengte × breedte × hoogte) die uitgaat van de decimeter, welke is afgeleid van de meter. Een kubieke decimeter heeft een inhoud die gelijk is aan de inhoud van een kubus waarvan de ribben 1 dm lang zijn. De kubieke decimeter stelt dezelfde inhoud voor als één liter: 1 dm³ = 1 l. Omrekenen naar een andere metrieke inhoudsmaat gebeurt door het getal bij elke stap omhoog (naar grotere inhoudsmaat, in casu kubieke meter) door 1000 te delen, en bij elke stap omlaag (naar kleinere inhoudsmaat, in casu kubieke centimeter) met 1000 te vermenigvuldigen.